# Kościół św. Jana Chrzciciela w Trzęsinach
Kościół św. Jana Chrzciciela – rzymskokatolicki kościół w Trzęsinach, dawna cerkiew prawosławna.

## Historia
Świątynia została wzniesiona w 1902 jako cerkiew prawosławna. Inicjatorkami jej budowy były mniszki z monasteru św. Antoniego w Radecznicy, które przez pewien czas prowadziły w Trzęsinach także szkołę. Cerkiew pozostawała czynna do I wojny światowej i cały czas była własnością monasteru w Radecznicy. Budowa obiektu miała związek z kultem św. Antoniego Padewskiego, szczególnie czczonym w Radecznicy i Trzęsinach. Władze carskie dążyły do zastąpienia go kultem prawosławnego świętego mnicha Antoniego Pieczerskiego.
W 1915 prawosławna ludność miejscowości udała się na bieżeństwo. Po I wojnie światowej obiekt został zrewindykowany na rzecz Kościoła katolickiego i w tym samym dniu. 15 października 1922, dekretem biskupa lubelskiego Mariana Fulmana, stał się świątynią parafialną. Prawosławni byli już wtedy w Trzęsinach w zdecydowanej mniejszości (12 wiernych przy 124 katolikach), natomiast ludność katolicka, ubiegając się o przejęcie świątyni, powołała się na znaczną odległość od najbliższych czynnych kościołów. W 1923 do pomieszczenia ołtarzowego kościoła dostawiono zakrystię.
W latach 1933–1934 miała miejsce generalna przebudowa świątyni. Do kościoła wstawiono ołtarz główny z wizerunkiem św. Antoniego Padewskiego oraz z obrazem Chrztu Pańskiego, jak również dwa ołtarze boczne Maryi i św. Józefa. W 1950 wzniesiono wolno stojącą dzwonnicę z dwoma dzwonami.

## Architektura
Kościół w Trzęsinach wzniesiony jest z drewna, na kamienno-ceglanej podmurówce, jest orientowany. Od 1933-1934 jest budowlą szalowaną. Pierwotnie posiadał jedną kopułę, którą w 1955 usunięto. Nad przednią częścią jedynej nawy kościoła znajduje się wzniesiona do 1957 wieża. Nawa kościelna kryta jest stropem z zaokrąglonymi fasetami, natomiast prosto zamknięte prezbiterium - pozornym sklepieniem. Okna budynku są półkoliste. W przedniej części nawy znajduje się wsparty na dwóch słupach chór muzyczny.